# Quincy (Francja)
Quincy – miejscowość i gmina we Francji, w Regionie Centralnym, w departamencie Cher.
Według danych na rok 1990 gminę zamieszkiwały 812 osoby, a gęstość zaludnienia wynosiła 45 osób/km² (wśród 1842 gmin Regionu Centralnego Quincy plasuje się na 483. miejscu pod względem liczby ludności, natomiast pod względem powierzchni na miejscu 744.).